# Strada statale 35 (Serbia)
La strada statale 35 (in serbo Државни пут 10?, Državni put 35) è una strada statale della Serbia, che collega il confine rumeno presso Đerdap al confine albanese presso Vrbnica.

## Percorso
La strada è definita dai seguenti capisaldi d'itinerario: "confine rumeno presso Đerdap - Kladovo - Negotin - Zaječar - Knjaževac - Svrljig - Niš - Merošina - Prokuplje - Kuršumlija - Podujevo - Priština - Lipljan - Štimlje - Suva Reka - Prizren - confine albanese presso Vrbnica."
Si noti che parte della strada corre nel territorio del Kosovo, de facto indipendente; il governo kosovaro non riconosce la numerazione stradale serba, e mantiene in uso la vecchia numerazione M-25 risalente all'epoca jugoslava.